# McLaren 720S GT3
Chronologie des modèles
McLaren 650S GT3
La McLaren 720S GT3 est la version compétition de la McLaren 720S, développée par McLaren Motorsport. La voiture répond à la réglementation technique du Groupe GT3.

## Aspects techniques
La McLaren 720S GT3 est une voiture de grand tourisme répondant à la réglementation technique GT3. Celle-ci est donc éligible à de nombreuses compétitions automobiles telles que celles organisées par l'ACO, l'IMSA ou le SRO.
Elle est basée sur la McLaren 720S.

## Écuries
- 2 Seas Motorsport
- 59 Racing
- ABSSA Motorsport
- Balfe Motorsport
- Compass Racing
- Hanashima Racing
- Optimum Motorsport
- RJN Motorsport
- Planex SmaCam Racing
- Team Goh
- Teo Martín Motorsport